# Blaga Aleksova
Blaga Aleksova   (Tètovo, 24 de gener de 1922 - Skopje, 12 de juliol de 2007) va ser una arqueòloga macedònia.
Es va graduar en batxillerat i va estudiar al Departament d'Història de l'Art de la Universitat Sants Ciril i Metodi, a Skopje. Es va doctorar en arqueologia medieval el 1958 a la Universitat de Lublin. Durant els anys 1948–1950 va treballar com a conservadora al Museu de la Ciutat de Skopje i, durant 15 anys, va dirigir el Departament d'Arqueologia Medieval del Museu Arqueològic. Entre 1962 i 1975 va ser la directora d'aquest museu. El 1971 i el 1983 va obtenir una beca per treballar a Dumbarton Oaks. Els anys 1975–1983 va treballar a l'Institut d'Història de l'Art com a professora d'arqueologia medieval i paleocristiana. El 1983 es va retirar. Des de 1997 va ser membre de l'Acadèmia de les Ciències i les Arts de Macedònia.
Del 1952 al 1956 va realitzar investigacions a la zona de Demir Kapija, on va descobrir les ruïnes d'una basílica paleocristiana reconeguda com a monument de la història de Macedònia. El 2011 es va prendre la decisió de reconstruir-lo. Com a part de projectes de recerca iugoslavo-americans, va realitzar investigacions a Bargali i a Stobi. Durant els treballs realitzats del 1966–1971 es van descobrir a Bargala una basílica, un fragment de la ciutat i un complex residencial. El 1975 va realitzar treballs arqueològics al jaciment arqueològic de Kale a la desembocadura dels rius Złetowska i Bregałnica, prop de la ciutat de Krupiszte. Les seves investigacions van descobrir escriptures glagolítiques a Ciril i Metodi, tot i que alguns científics en discrepen. El 1981 va realitzar investigacions a Estobi, a les zones d'investigació arqueològica d'abans de la guerra, on va descobrir la basílica, que va resultar ser l'església cristiana més antiga de Macedònia.

## Publicacions
- Episcopate at Bregałnica: Slovenian Crkowen and Kulturno-prosweten centar wo Makedonija 1989[9]
- Studies in the antiquities of Stobi. Volume III 1981 Co-author: James Wiseman[10]
- Prosek-Demir Kapija. Slovenska necropolis and slovenian necropolis at Makedonija Skopje 1966[11]
- Loca sanctorum Macedoniae = Kult na martirite vo Makedonija from IV to IX vek Skopje 1995[12]

## Commemoració
- El 2008, l'Acadèmia de Ciències i Arts de Macedònia va publicar el llibre Spomenica posweten na Błaga Ałeksowa, a redo member at Makedonskata Akademija na Naukite i Umetnosti[13]